# Evansalus Club Padova
L'Evansalus Club Padova è stata una società polisportiva italiana attiva in numerose discipline sportive, tra cui il basket, il korfball e il tchuckball.

## Storia
Fondata nel 1989 a Padova da Evans Bentivogli, si è laureata Campione d'Italia di Korfball nel 2007, 2009 e 2011. Ha partecipato anche all'Europa Cup (la Champions League del Korfball). Nel 2014 la società si è sciolta nella polisportiva A.S.D. Patavium 2003, guidata dal presidente Matteo Venturini, che ne ha ereditato il titolo sportivo.